# I Long to See You
I Long to See You — студийный альбом американского джазового саксофониста Чарльза Ллойда, изданный 5 февраля 2016 года на студии Blue Note Records. Альбом получил положительную оценку.

## Отзывы
| Совокупная оценка | Совокупная оценка |
| Источник          | Оценка            |
| ----------------- | ----------------- |
| Metacritic        | 74/100            |
| Оценки критиков   |                   |
| Источник          | Оценка            |
| AllMusic          | [ 3 ]             |
| All About Jazz    | [ 4 ]             |
| All About Jazz    | [ 5 ]             |
| The Guardian      | [ 6 ]             |

I Long to See You получил положительные отзывы от музыкальных критиков. На сайте Metacritic, который присваивает нормализованный рейтинг из 100 баллов рецензиям основных критиков, альбом получил 74 балла из 100 на основе 5 рецензий, что означает «в целом общее признание». В рецензии Тома Джурека на AllMusic говорится: «I Long to See You заслуживает внимания, даже если временами он слишком экспериментален». На сайте All About Jazz Ян Паттерсон написал: «I Long To See You — это неизменно прекрасное предложение — ещё одна уверенная стрела в бесконечность от Ллойда», а Дэн Билавски отметил: «I Long To See You — это первый альбом сотрудничества Ллойда и джазового гитариста Билла Фризелла. Это впечатляющая смесь знакомого и чужого, которая умудряется попасть прямо в колею обоих артистов. … Может быть, имя Ллойда и светится, но музыка говорит о настоящем партнёрстве». В газете The Guardian критик Джон Фордхэм отметил, что «Ллойд и Фризелл звучат как родственные души». В JazzTimes Томас Конрад отметил: «I Long to See You в основном великолепна… Этот ансамбль, даже если он окажется недолговечным, звучит неизбежно, предопределённо».

## Список композиций
Автор всех композиций Чарльз Ллойд, кроме указанных.
1. «Masters of War» (Боб Дилан) — 8:05
2. «Of Course, Of Course» — 6:03
3. «La Llorona» (Traditional) — 6:02
4. «Shenandoah» (Traditional) — 6:23
5. «Sombrero Sam» — 7:31
6. «All My Trials» (Traditional) — 5:02
7. «Last Night I Had the Strangest Dream» (Ed McCurdy) — 4:50
8. «Abide with Me» (Traditional) — 1:22
9. «You Are So Beautiful» (Билли Престон, Bruce Fisher) — 6:05
10. «Barche Lamsel» — 16:25